# Adolf de Meyer
Pour les articles homonymes, voir Meyer, de Meyer et Adolf Meyer.

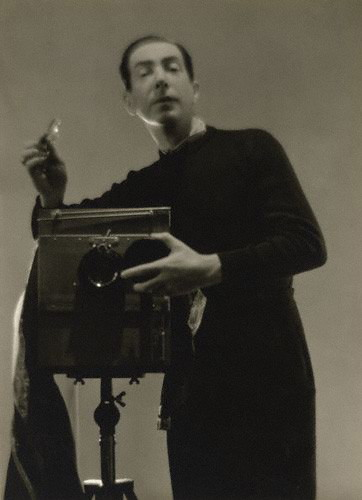
Autoportrait d´Adolf de Meyer.

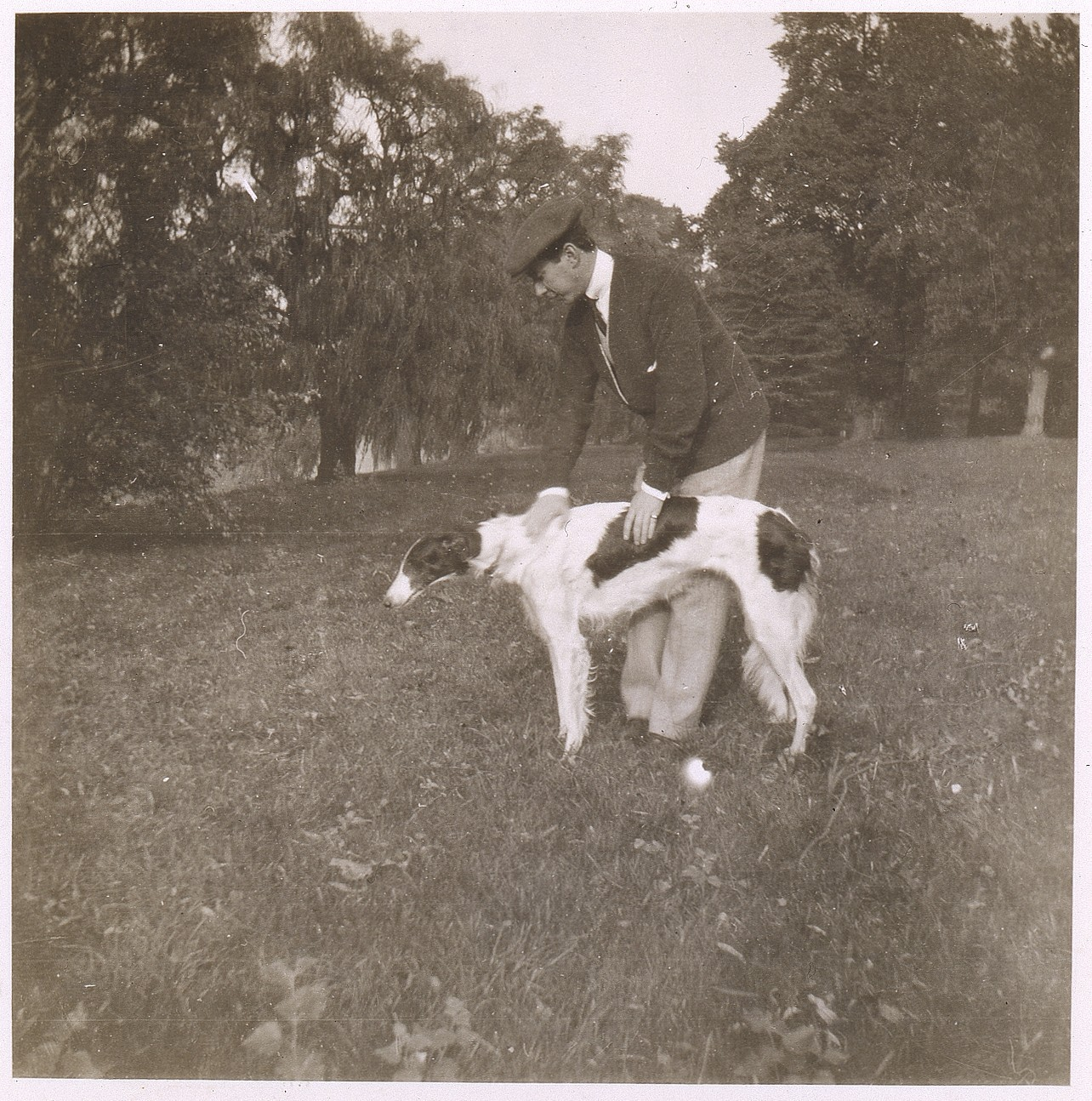
Anonyme, Portrait d'Adolf de Meyer et de son chien, vers 1905-1910.

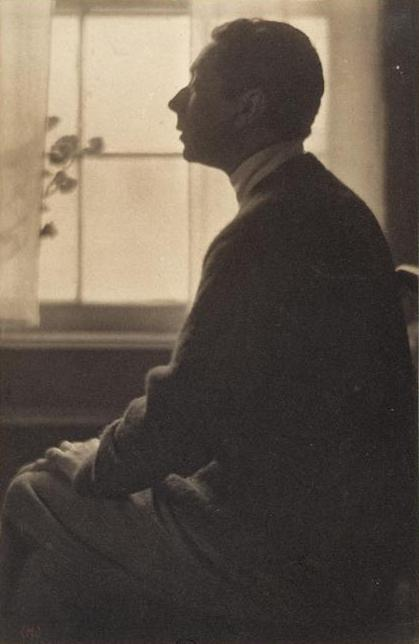
, Portrait d´Adolf de Meyer, vers 1904.

Adolf de Meyer, né le 1er septembre 1868 à Paris et mort le 6 janvier 1946 à Los Angeles en Californie, est un photographe allemand, actif en France et aux États-Unis.

## Biographie

### Naissance et vie privée
Né 1er septembre 1868 à Paris,, Adolf de Meyer est le fils d'un banquier juif allemand vivant à Paris, Adolphus Louis Meyer, et d'Adele Watson (nom de naissance), qui était elle d'origine écossaise. Il est déclaré auprès des autorités parisiennes le 3 septembre 1868 par son père, alors rentier, sous le nom d'Adolphe Édouard Sigismond Meyer.
Bien que né à Paris, il passe son enfance à Dresde.
Ses premières années sont difficiles à retracer, Adolf de Meyer ayant lui-même contribué à rendre floue cette période et à créer un mythe autour de ses origines.
Au cours de sa vie, il utilise différents versions de son nom, Meyer, von Meyer, de Meyer, de Meyer-Watson et Meyer-Watson. À partir de 1897, il est connu sous le nom baron Adolph Edward Sigismond de Meyer, bien que des citations contemporaines le recensent sous le patronyme baron Adolph von Meyer et baron Adolph de Meyer-Watson,.
Le 25 juin 1899, il épouse à Londres Olga Caracciolo (1871-1930), qui venait tout juste de divorcer de son mari, l'aristocrate Mariano di Brancaccio. Olga Caracciolo est la fille de la marquise di Castelluccio, et la fille biologique du prince de Galles Albert Edward, futur roi Édouard VII[réf. nécessaire].
Cependant, cette union fut un mariage de convenances, du fait de l'homosexualité d'Adolf de Meyer, et de la bisexualité supposée, voire du lesbianisme d'Olga.
Peu après son mariage, Adolf de Meyer fut anobli comme baron de Meyer par Frédéric-Auguste III de Saxe, à la demande du prince de Galles en sa faveur. Cependant, d'autres sources affirment qu'il aurait hérité ce titre de son grand-père dans les années 1890.
Après la mort de son épouse en 1930-1931, le baron de Meyer eut une liaison avec un jeune Allemand, Ernest Frohlich, né aux environs de 1914. Il l'engagea tout d'abord comme chauffeur, avant de l'adopter en tant que fils par la suite. Ernest Frohlich porta alors le nom de baron Ernest Frohlich de Meyer,,.

### Voyages
Entre 1900 et 1910, Adolf de Meyer réalisa un (ou plusieurs) voyage au Japon, accompagné de sa femme Olga. Il y réalisa une importante série de photographies, aujourd'hui conservées au Metropolitan Museum of Art de New-York. Il y a très peu de personnages sur ces clichés, qui ont capturé avant tout des paysages et bâtiments dans des mises en scènes où la population japonaise n´apparaît que rarement. On note dans cette série la représentation récurrente de cerisiers en fleurs et de temples.

## Œuvre et carrière

### Les débuts en Europe
Le jeune Adolf Meyer aurait pris des cours privés de peinture et de dessin auprès du célèbre peintre Claude Monet.
Adepte du pictorialisme, mouvement en opposition avec le réalisme de l’épreuve, il finit cependant par se spécialiser dans la photographie de portraits.
En 1893, Adolf de Meyer affirme son inclination pour la photographie en devenant membre de la Royal Photographic Society. Dès 1903, il est également membre de la société Linked Ring Brotherhood (en), dont l´ambition est de promouvoir la photographie afin qu´elle soit reconnue dans le milieu des beaux-arts.
De 1898 à 1913, il habite dans l´hôtel chic Cadogan Garden de Londres.
Il fait la connaissance du photographe Alfred Stieglitz, qui devient son mentor et ami, et avec qui il entretient une correspondance. Il rejoint également le mouvement artistique de Photo-Secession initié par Stieglitz.
Entre 1903 et 1907, ses œuvres sont publiées dans la revue trimestrielle Camera Work, dirigée par Alfred Stieglitz.
À la même époque, il expose à deux reprises à la Galerie 291, fondée par Alfred Stieglitz et Edward Steichen à New-York. Du 25 janvier au 12 février 1907 est présentée une exposition conjointe des photographies d'Adolf de Meyer et de George Seeley (en), puis du 4 au 22 février 1909 l´exposition « Photographs in Color and Monochrome by Baron A. De Meyer ».
Le photographe de mode britannique Cecil Beaton dira de lui qu´il est le « Debussy de la photographie ».
Il réalise de nombreux clichés de natures mortes, où son travail sur la transparence, l´opacité et la lumière est mis en avant.
En 1912, il travaille également en collaboration avec les Ballets russes à Paris, et assure en partie leur promotion avec sa femme Olga à l'occasion de la première représentation à Londres. Il réalise à cette occasion des clichés de Nijinski, dans le ballet L'Après-midi d'un faune,.

### Première Guerre mondiale et fuite vers les États-Unis
Alors que la Première Guerre mondiale éclate, les époux de Meyer prennent les noms de Gayne (pour Adolf de Meyer) et Mahrah (pour Olga de Meyer) sur les conseils d´un astrologue, et partent pour New York. C´est là-bas qu´Adolf Gayne de Meyer rencontre Condé Nast, propriétaire des magazines Vogue et Vanity Fair, et grâce à qui il devient photographe de mode. Il réalise ses premières photographies de mode en 1910 pour Vogue, puis y devient photographe à temps plein de 1913 à 1921, avant de rejoindre la revue Vanity Fair.
Il est considéré comme le premier photographe de mode du monde. S´il est considéré comme un précurseur, c´est parce qu´avant la Première Guerre mondiale, les magazines de mode étaient généralement illustrés par des croquis et des dessins ; il y introduit donc l´utilisation de la photographie.
Dans ses nombreux clichés de mode, de Meyer suggère la ligne d’un couturier dans des ambiances floues et crée, par des effets de transparence, une impression de légèreté.

### Retour à Paris
En 1921-1922, de Meyer accepte de revenir à Paris pour devenir chef de la photographie du magazine Harper's Bazaar, appartenant au célèbre homme d'affaires William Randolph Hearst ; il y passera les seize prochaines années de sa vie.
Vers 1934, un nouvel éditeur est chargé de rajeunir l´image du magazine, ce qui mettra fin à la carrière d´Adolf de Meyer au sein de la publication.
Il voyage alors en Europe avant de quitter à nouveau le vieux continent.

### Seconde Guerre mondiale et nouvel exil aux États-Unis
À la veille de la Seconde Guerre mondiale, il retourne aux États-Unis, et s´installe dans le sud de la Californie où il passe ses dernières années dans la pauvreté et l´anonymat.
Il meurt à Los Angeles en janvier 1946, sa mort étant enregistrée dans l´état-civil sous les termes suivants : « Gayne Adolphus Demeyer, writer (retired) », c´est-à-dire « Gayne Adolphus Demeyer, écrivain à la retraite ».
Seule une partie de son œuvre a survécu jusqu’à nos jours, la majorité ayant été détruite durant la Seconde Guerre mondiale, et par Adolf de Meyer lui-même à la fin des années 1930.

## Photographies recensées
- Aïda, jeune fille de Tanger.
- Portrait du roi Edward VII, 1904, conservé à la National Portrait Gallery à Londres.
- Camera Work, octobre 1912 : A street in China.
- Album de photographies Sur le Prélude à l'Après-midi d'un faune. Reproduction de trente photographies de monsieur le baron A. de Meyer ; suivies de quelques pages d'Auguste Rodin, de Jacques-Émile Blanche et de Jean Cocteau, Paris, Éditions Paul Iribe & Cie, 1914[22]
  - Nijinski dans le rôle du Faune.
  - Nijinski dans le rôle du Faune tenant une grappe de raisin.
  - Nijinski couché.
  - Nijinski et une danseuse.
  - Danseuse et Nijinski.
  - Nijinski de profil, tenant un voile.
  - Nijinski et six danseuses.
  - Nijinski à mi-corps.
  - Quatre danseuses et Nijinski.
  - Nijinski et une danseuse.
  - Nijinski, visage de profil.

Œuvres d'Adolf de Meyer
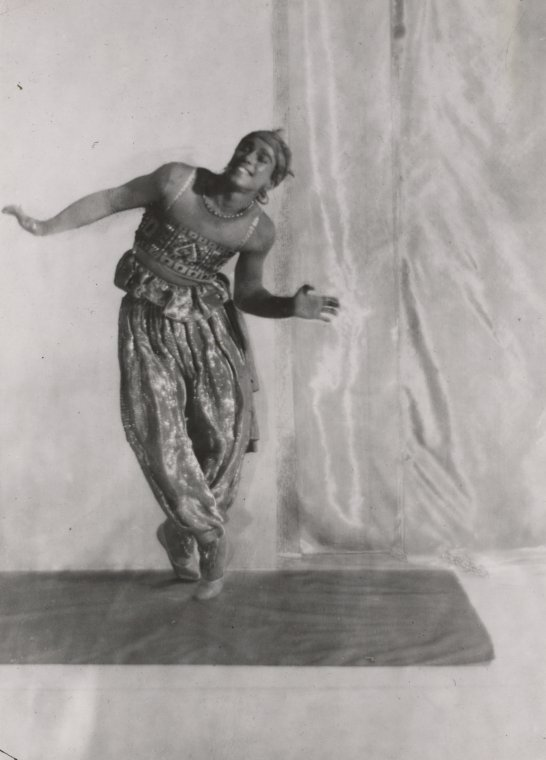
Nijinski dans Shéhérazade
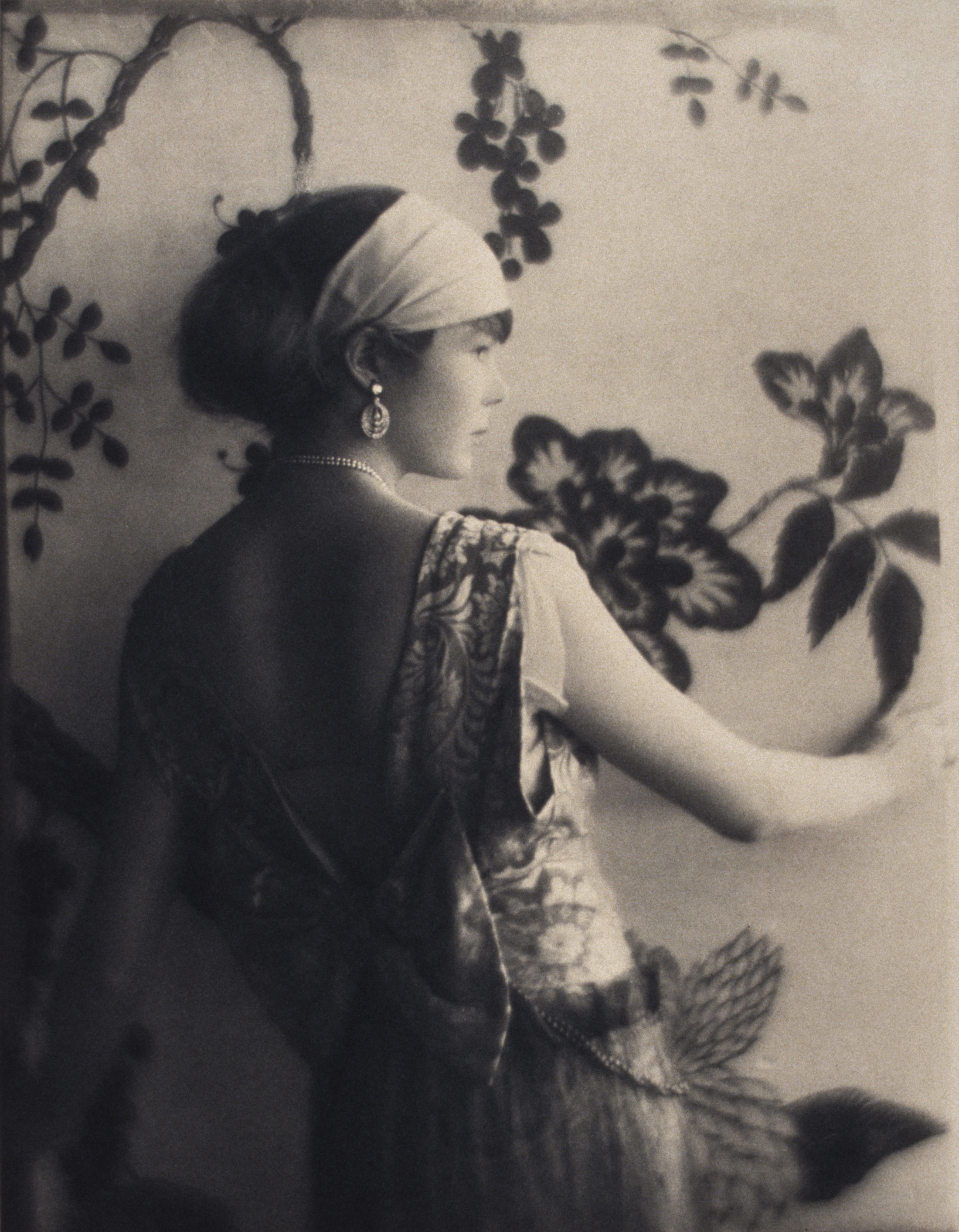
Portrait de femme (entre 1920 et 1930)
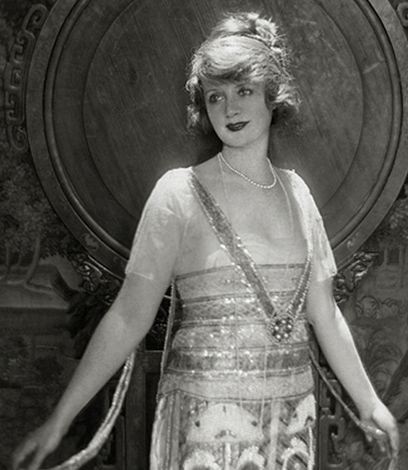
Billie Burke posant pour le Vanity Fair de février 1920
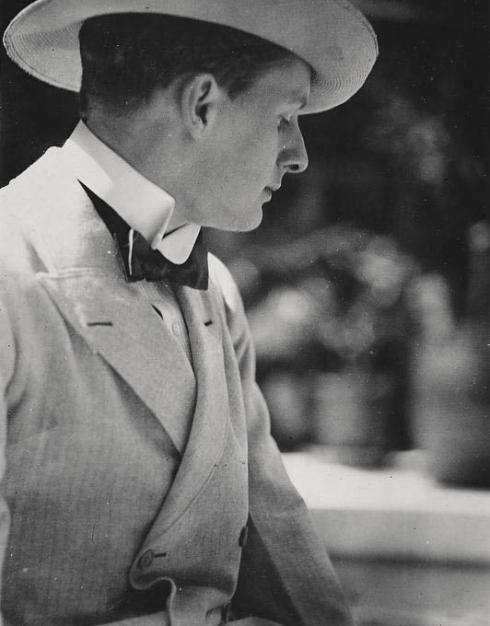
Homme portant un nœud papillon
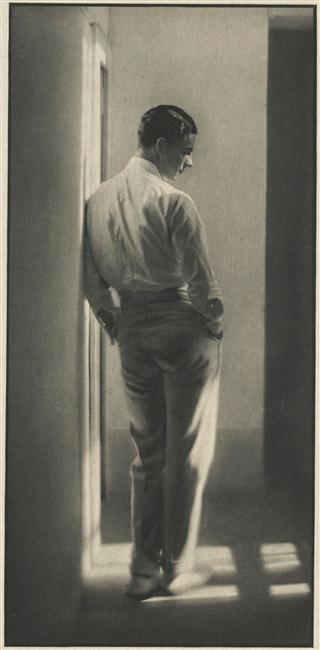
Teddie, publié dans Camera Work no 40, octobre 1912
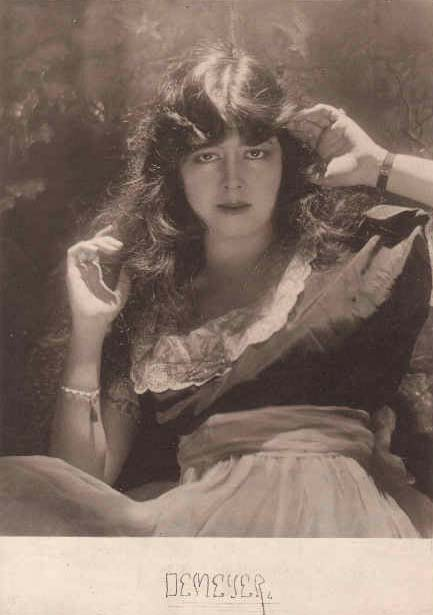
Ann Pennington
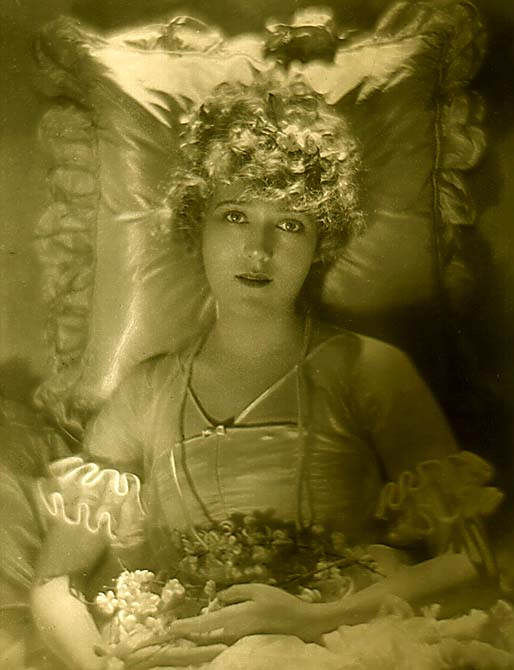
Mary Pickford
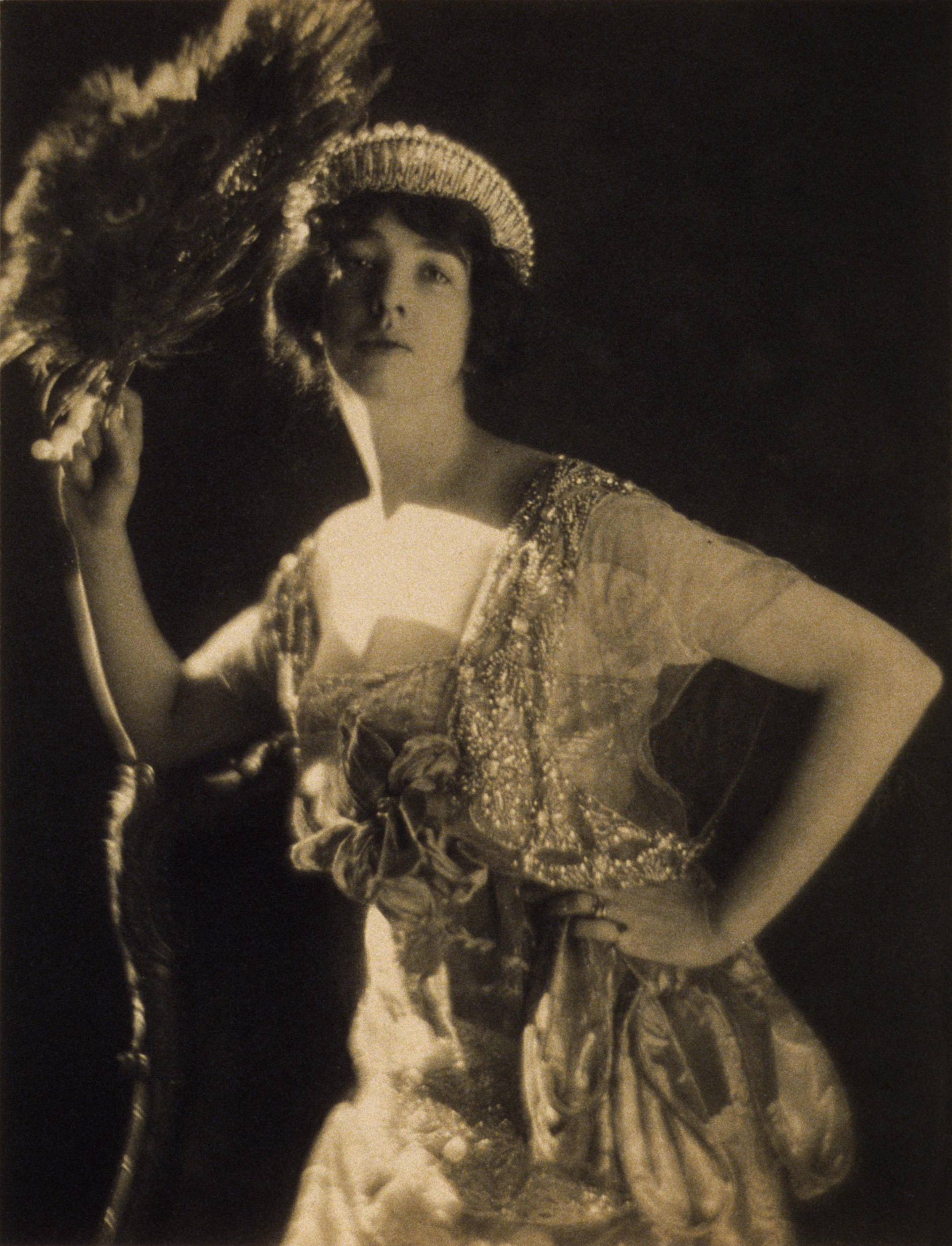
Gertrude Vanderbilt Whitney, Vogue (1917)
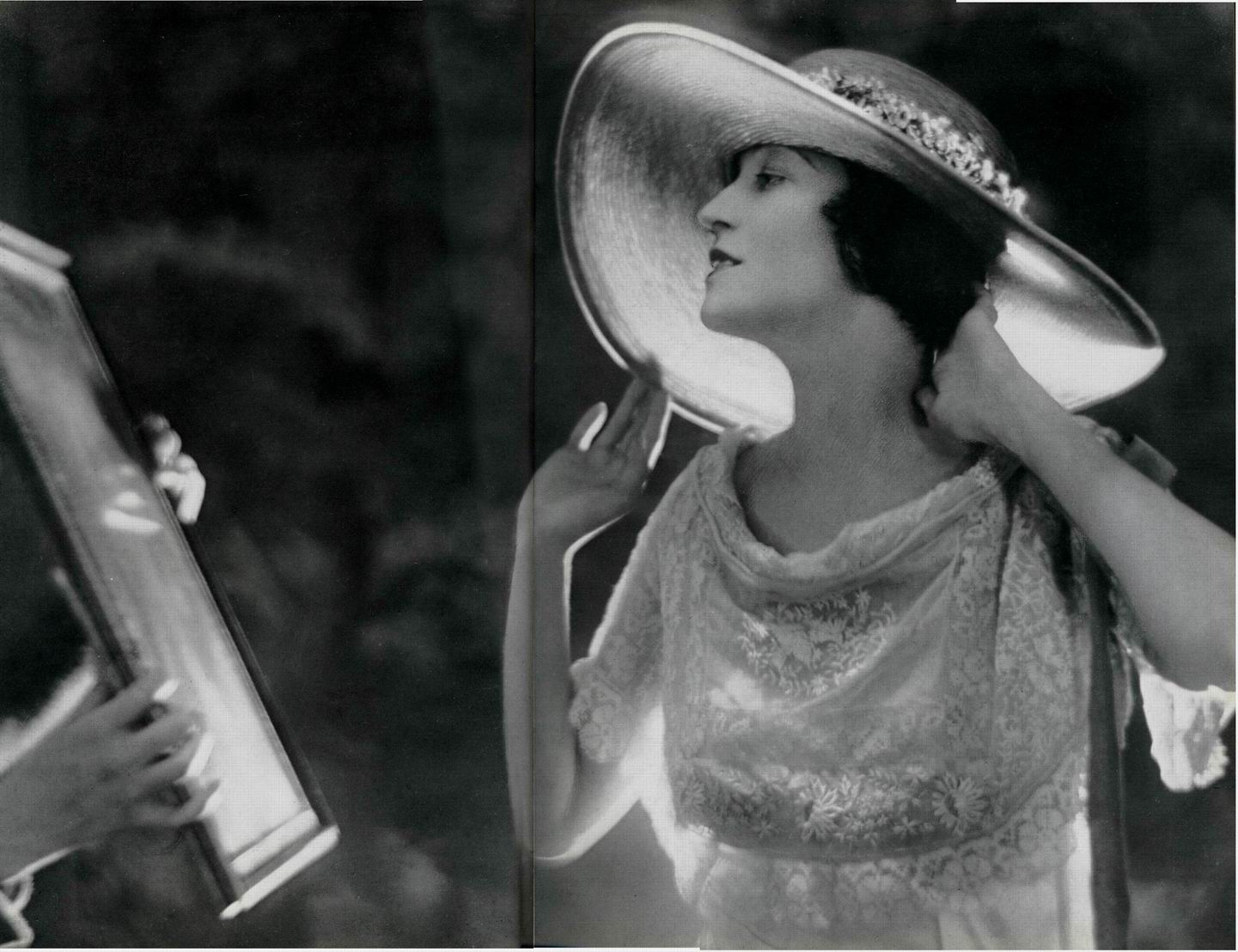
Portrait d´Ann Andrews (vers 1919)
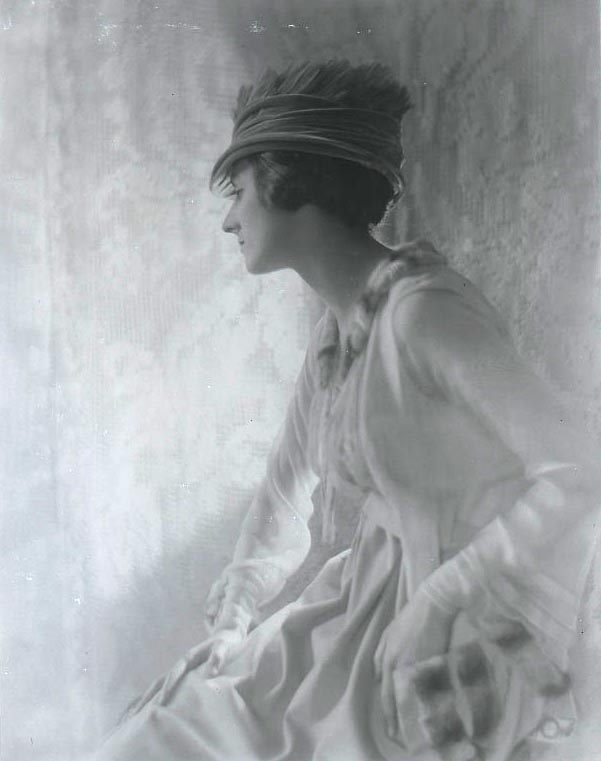
Illustration pour Vogue
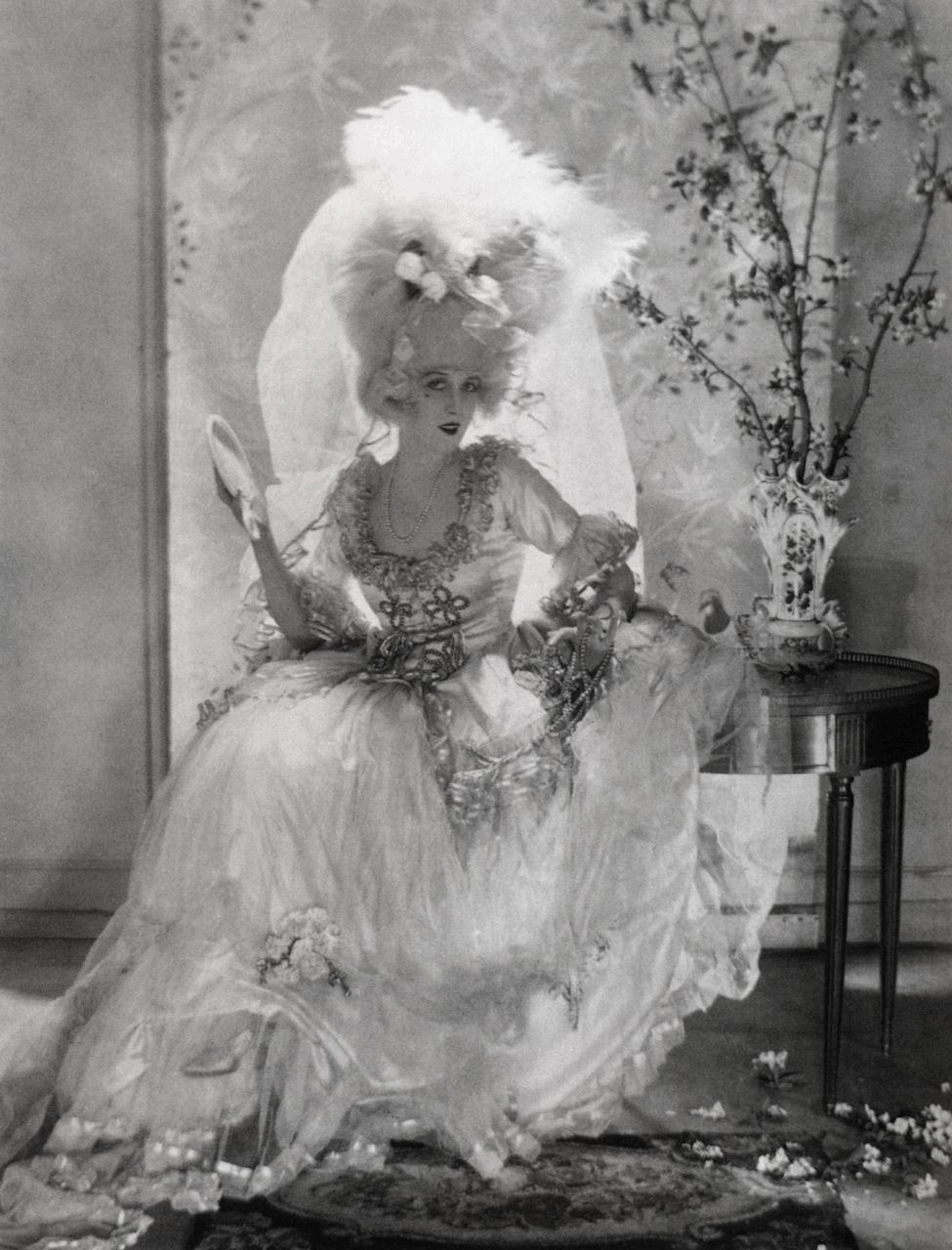
Helen Lee Worthing
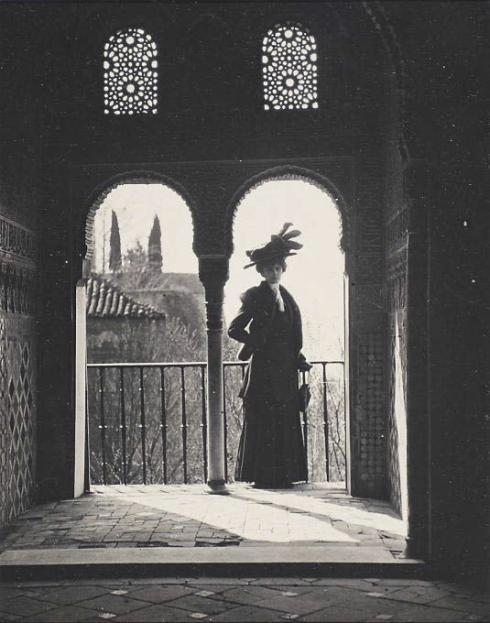
Femme en noir devant les arches d´une mosquée, (vers 1900)
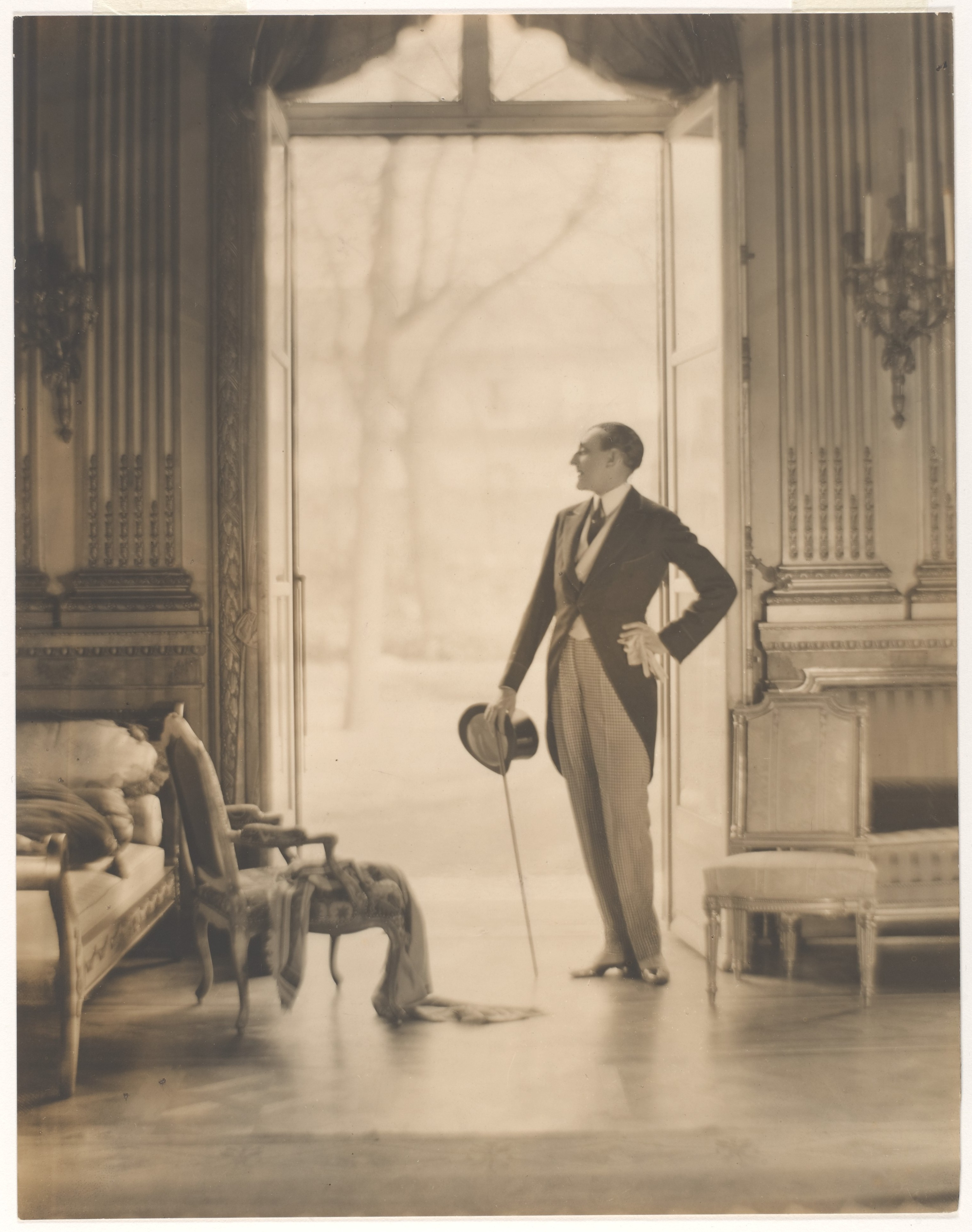
Portrait du Comte Étienne de Beaumont
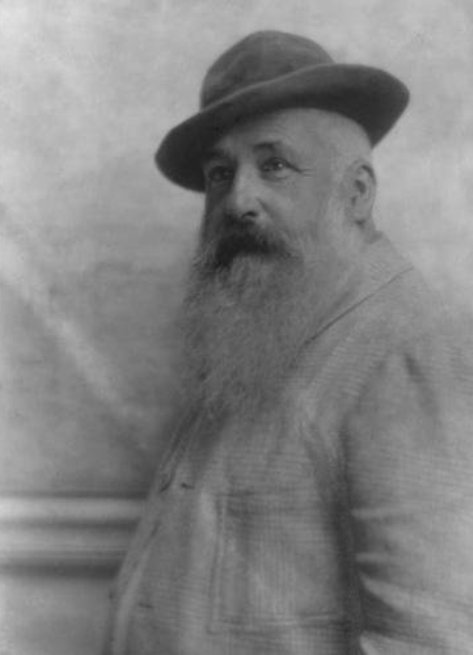
Portrait du peintre Claude Monet
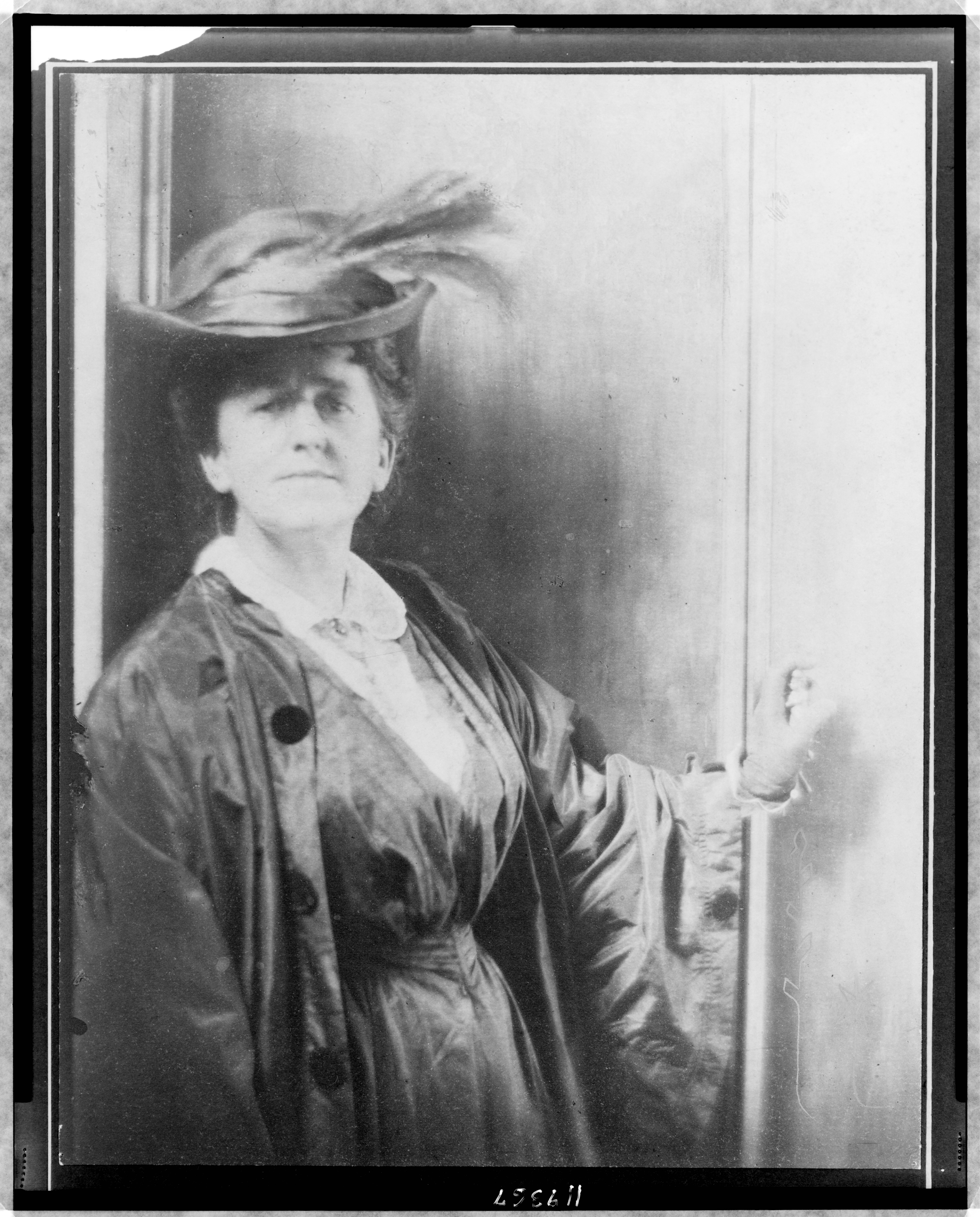
Portrait de la photographe américaine Gertrude Käsebier (vers 1900)
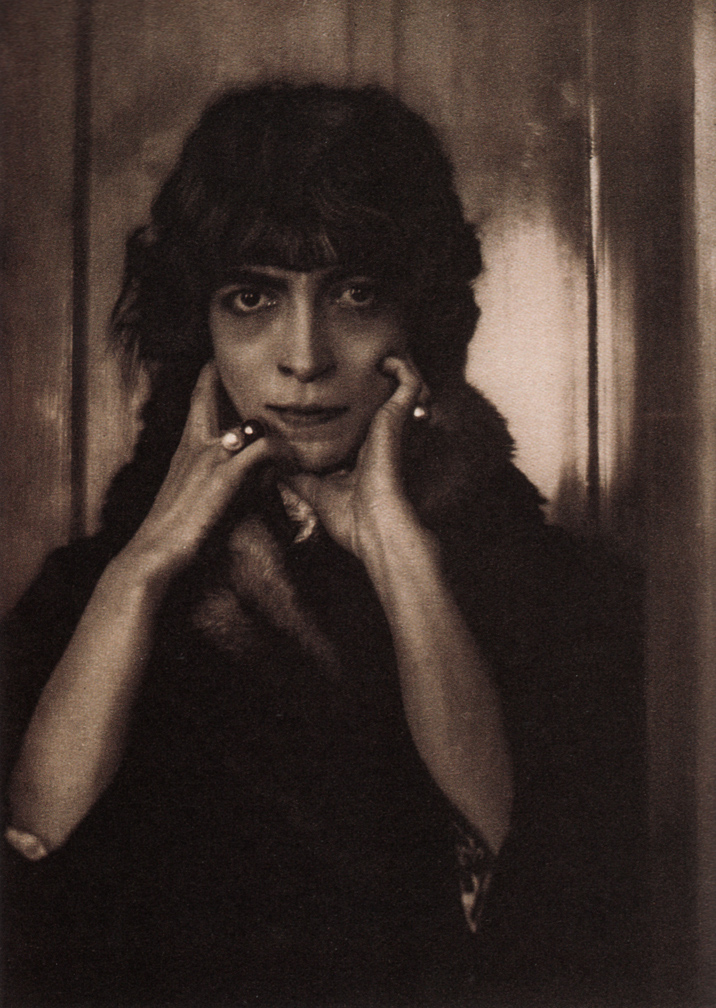
Marchesa Casati (1912)
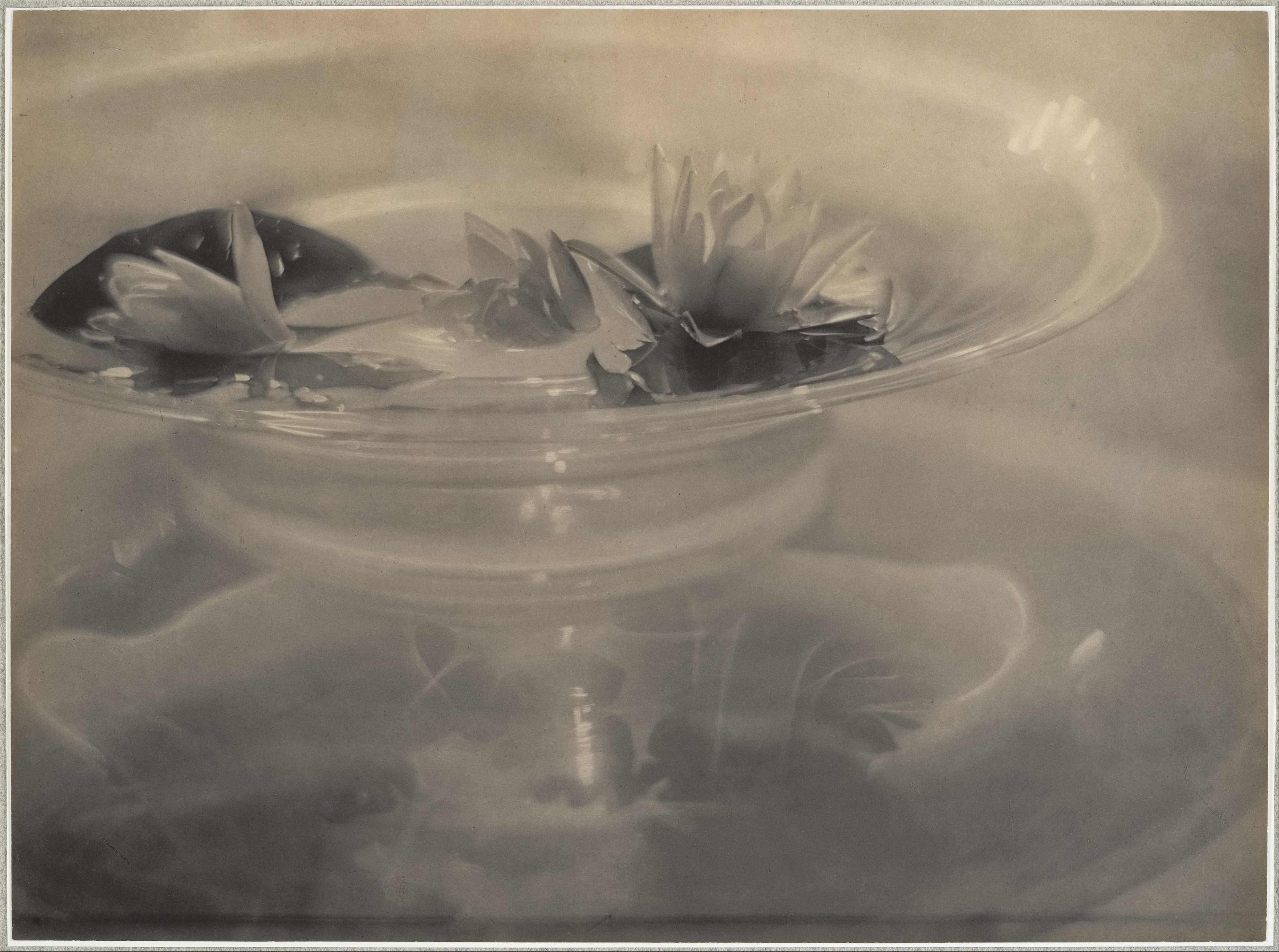
Nénuphars
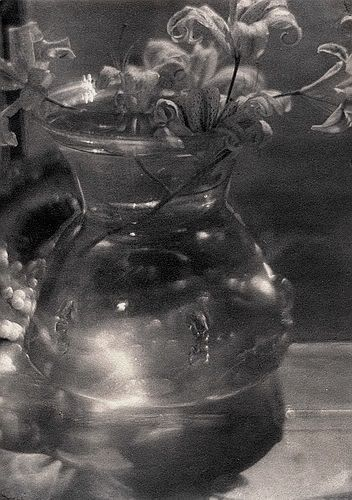
Nature morte

## Expositions
- 1994 : A singular elegance : the photographs of Baron Adolph De Meyer, International Center of photography, New York[14].
- 4 décembre 2017 - 18 mars 2018 : Quicksilver Brilliance: Adolf de Meyer Photographs, Metropolitan Museum of Art, The Howard Gilman Gallery, New York[28],[29].